# Myotis pampa
Myotis pampa — вид рукокрилих ссавців із родини лиликових (Vespertilionidae).

## Біоморфологічна характеристика
Триколірне черевне хутро з темною базальною смугою, димчасто-сірою середньою смугою та жовтуватим кінчиком є унікальним серед південноамериканських нічниць. Це малий чи середній за розмірами вид. Сагітальний гребінь відсутній або дуже низький. Череп подовжений. Шерсть на спині помітно довга (7–9 мм), вовниста й двоколірна — з кінчиками Дрезденського коричневого або блідішого вохристо-коричневого та коричнево-сірого (надає кіптявий вигляд). Шерсть на череві помірно довга (6–7 мм). Ноги й дорсальна поверхня уропатагію вкриті розкиданою шерстю, що тягнеться до колін.

## Ареал
Вид відомий лише з двох пунктів у провінціях Артіґас і Такуарембо, північний Уругвай на висотах від 30 до 240 м. Для регіону характерні лугові рівнини з чагарниковою рослинністю. Однак на узбережжях річок можуть бути більш густі прибережні ліси з деревними папоротями, орхідеями, ліанами та деякими деревами заввишки понад 10 м. Більшість особин були захоплені туманними сітками біля водотоків.

## Етимологія
Видова назва вказує на пампаський екорегіон — основне місце проживання цього виду. Пампа — це слово кечуа, що означає «рівнина» і в латинських мовах воно вживається в чоловічому роді, що узгоджується з родовою назвою Myotis, також чоловічого роду